# Ruben Primitivo Sauleda
Ruben Primitivo Sauleda (n. 1946 ) es un botánico orquideólogo estadounidense.
El Dr. Sauleda posee un Ph.D. en Taxonomía y Fisiología de orquídeas, de la Universidad de South Florida, en Tampa, y sus áreas son Taxonomía, Ecología, Biogeografía de Orchidaceae y Cactaceae tropicales americanas; y es fundador de "Ruben In Orchids" , firma comercial de plantas ornamentales, con base en el Condado de Dade, Miami.

## Algunas publicaciones
- 1997. Sauleda, RP; LA Sandow; CJ Ochipa. An Introduction to Orchids. A guide to the Growing & Breeding of Orchids. Ed. South Florida Orchid Soc. 104 pp.

- Orchids, Harvesting Times for Seed Capsules

- 1989. Orchids: General Culture and Biology : Class Outline. Editor Florida Atlantic Univ. 70 pp.

- 1988. A Revision of the Genus Psychilis Raf. (orchidaceae). 33 pp.

- 1979. The epiphytic Orchids of Andros Island, Bahamas Is. Florida Atlantic Univ. 402 pp.

- La abreviatura «Sauleda» se emplea para indicar a Ruben Primitivo Sauleda como autoridad en la descripción y clasificación científica de los vegetales.[1]